# Jōsaku Maeda

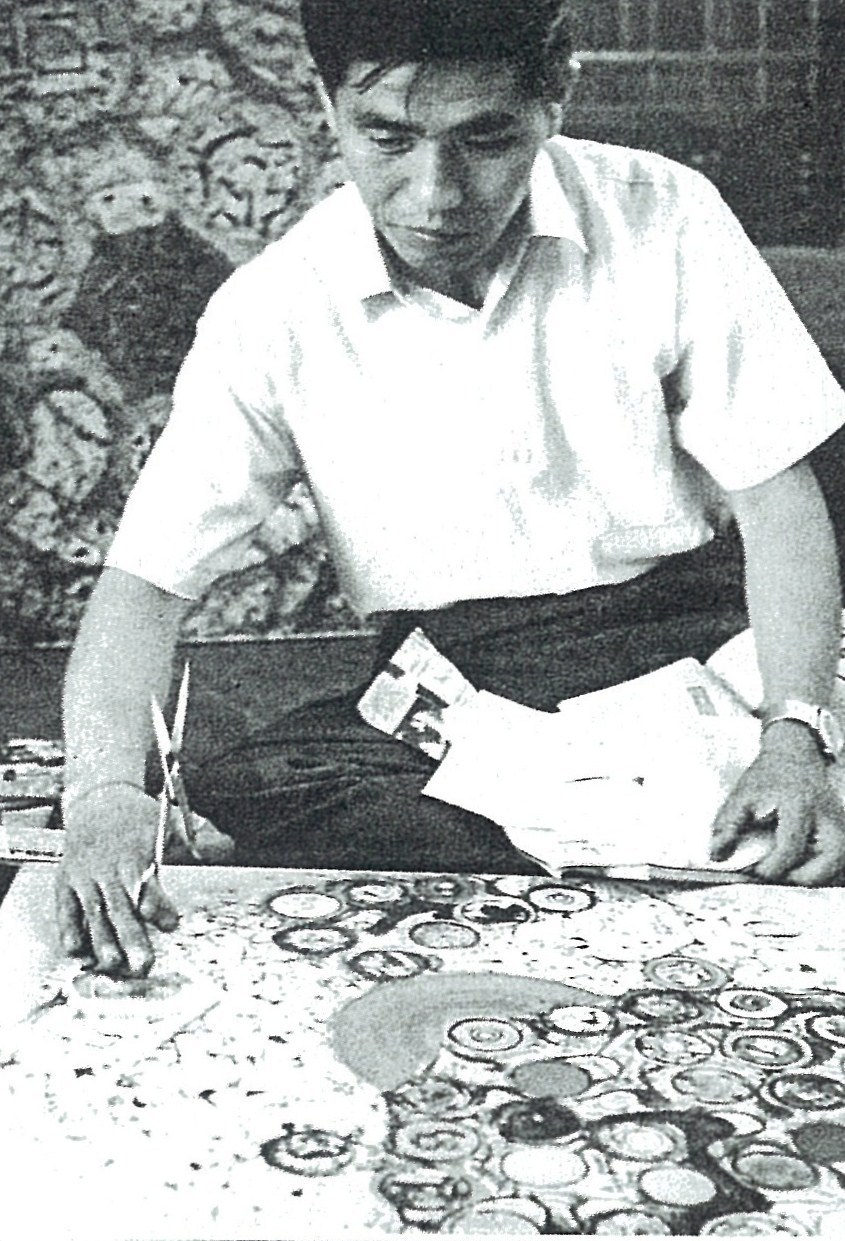
Jōsaku Maeda, 1963

Jōsaku Maeda (japanisch 前田 常作 Maeda Jōsaku, Vorname eigentlich Tsunesaku gelesen; geb. 14. Juli 1926 in Nyūzen, Präfektur Toyama; gest. 13. Oktober 2007) war ein japanischer Maler der Yōga-Richtung während der Shōwa-Zeit.

## Leben und Werk
Maeda Jōsaku studierte ab 1949 Ölmalerei an der Kunsthochschule Musashino. 1953 beteiligte er sich an der Gründung der „Diskussionsrunde für Künstler“ (製作者懇談会, Seisakusha kondankai). 1955 entsteht, angeregt durch die Atombombengedichte „Blumen im Sommer“ (夏の花, Natsu no hana) von Hara Tamiki, die Serie „Nacht“. 1957 gewann er den „Großen Preis der internationalen Ausstellung junger Künstler“ (国際青年美術家展, Kokusai seinen bijutsuka-ten) und erhielt ein Stipendium für die Weiterbildung in Paris.
Maeda trat 1958 die Reise nach Paris an und begann dort 1962 die Serie „Geburt des Menschen.“ Nach seiner Rückkehr nach Japan 1963 wurde Maeda stark beeinflusst durch die Kunst des esoterischen Buddhismus. 1965 bis 1966 hielt Maeda sich wieder in Frankreich auf. Zwischen 1970 und 1977 folgten Reisen nach Indien, Nepal, Iran, Irak, Sri Lanka, Indonesien und China.
1978 publizierte Maeda „Abreise nach Mandala“. 1979 gewann er den 11. „Großen Preis der japanischen Kunst“ (日本芸術大賞, Nihon geijutsu taishō) des Shinchō-Verlages. Die „Städtische Kunsthochschule Kyōto“ berief ihn in dem Jahr zum Professor. Nach Eintritt in den Ruhestand 1988 wechselte er zur Kunsthochschule Musashino.
1989 publizierte Maeda die Serie „Pilgerfahrt durch Westjapan“. 1993 erhielt er den 12. Großen Preis des Seiji Togo Memorial Sompo Japan Nipponkoa Museum of Art der Versicherungsgesellschaft Yasuda Kasai. 1994 wurde er Rektor der Kunsthochschule Musashino. 1995 ernannte ihn sein Geburtsort, die Gemeinde Nyūzen, zum Ehrenbürger.